# Episodi di Slasher (prima stagione)
La prima stagione di Slasher, rinominata Slasher: L'esecutore, è stata trasmetta negli USA settimanalmente sul canale Chiller dal 4 marzo al 15 aprile 2016, per poi essere pubblicata internazionalmente su Netflix il 20 giugno 2017.
Tutte le serie di Slasher sono state rimosse dal catalogo di Netflix nel maggio 2020, ma L'Esecutore è stata reinserita nel catalogo il 24 giugno 2020.
| nº | Titolo originale                        | Titolo italiano                         | Prima TV USA   | Pubblicazione Italia |
| -- | --------------------------------------- | --------------------------------------- | -------------- | -------------------- |
| 1  | An Eye for an Eye                       | Occhio per occhio                       | 4 marzo 2016   | 20 giugno 2017       |
| 2  | Digging Your Grave With Your Teeth      | Scavarsi la fossa con i denti           | 4 marzo 2016   | 20 giugno 2017       |
| 3  | Like as Fire Eateth Up and Burneth Wood | Come il fuoco mangia e brucia il legno  | 11 marzo 2016  | 20 giugno 2017       |
| 4  | As Water is Corrupted Unless It Moves   | E come le acque stagnanti si corrompano | 18 marzo 2016  | 20 giugno 2017       |
| 5  | Ill-Gotten Gain                         | I tesori d'empietà                      | 25 marzo 2016  | 20 giugno 2017       |
| 6  | The One Who Sows His Own Flesh          | Chi semina per la propria carne         | 1º aprile 2016 | 20 giugno 2017       |
| 7  | In the Pride of His Face                | L'empio con viso altero                 | 8 aprile 2016  | 20 giugno 2017       |
| 8  | Soon Your Own Eyes Will See             | Presto i tuoi occhi vedranno            | 15 aprile 2016 | 20 giugno 2017       |